# Tony Toklomety
Tony Stanislas Toklomety (ur. 8 marca 1984 w Kotonu) – beniński piłkarz grający na pozycji obrońcy.

## Kariera klubowa
Karierę piłkarską Toklomety rozpoczął w klubie Postel Sport FC. W 2001 roku zadebiutował w jego barwach w pierwszej lidze benińskiej. W 2003 roku odszedł do izraelskiego Maccabi Netanja, gdzie grał przez sezon. W latach 2004–2006 ponownie występował w Postel Sport FC. W 2007 roku został piłkarzem MŠK Žilina, z którym wywalczył mistrzostwo Słowacji. Latem tamtego roku znów wrócił do Postel Sport FC.

## Kariera reprezentacyjna
W reprezentacji Beninu Toklomety zadebiutował w 2003 roku. W 2004 roku został powołany do kadry na Puchar Narodów Afryki 2004. Tam rozegrał 3 spotkania: z Republiką Południowej Afryki (0:2), z Marokiem (0:4) i z Nigerią (1:2). Od 2003 do 2006 roku wystąpił w 16 meczach kadry narodowej.